# Paraza
Paraza település Franciaországban, Aude megyében. Lakosainak száma 700 fő (2022. január 1.). Paraza Canet, Pouzols-Minervois, Roubia, Sainte-Valière, Ventenac-en-Minervois és Olonzac községekkel határos.

## Népesség
A település népessége az elmúlt években az alábbi módon változott:
| Lakosok száma | 440  | 383  | 401  | 550  | 646  | 618  | 622  | 673  | 698  | 700  |
|               | 1968 | 1982 | 1990 | 2006 | 2013 | 2015 | 2017 | 2019 | 2020 | 2022 |